# The tale the pine-trees knew
The tale the pine-trees knew is een compositie van Arnold Bax.
Bax had een muzikale impressie voor ogen van de naaldbossen in Schotland en Noorwegen (Bax: "Thinking of two landscapes domintaed by pine-trees (Norway and the west of Scotland) thinking too of the Norse sagas and the wild traditional legends of the Highland Celt"). Bax’ muziekuitgeverij zag wel wat in het werk, want het werd eerder uitgegeven dan uitgevoerd. Het eerste vond plaats in 1933, terwijl de première onder Thomas Beecham plaatsvond op 12 april 1934. Afwijkend van deze uitvoering is het werk opgedragen aan dirigent John Barbirolli, een collega van Beecham.
Van het werk bestaan twee versies, waarbij het verschil zit in het slot. In eerste instantie had Bax een nogal luidruchtig slot voorgeschreven, maar wijzigde dat in een "wat" rustiger slot. In de uitvoeringen van het werk zitten ook, volgens de Chandos-uitgave verschillen. In de ene partituur staat een partij van elf maten voor de xylofoon voorgeschreven, terwijl die in een andere versie compleet verdwenen lijkt te zijn. Het werk was driemaal te horen tijdens de Proms-concerten (1934, 1936 en 1945).
Het werk wordt gezien als teken dat Bax’ stijl verschoof van Keltische invloeden naar Scandinavische, uitlopend naar zijn Symfonie nr. 5.
Er zijn in 2017 twee opnamen van dit werk te koop:
- Chandos: Bryden Thomson met het Ulster Orchestra in een opname uit februari 1985
- Naxos: David Lloyd-Jones met het Royal Scottish National Orchestra in een opname uit juni 1996 (verscheen op twee uitgaven)

Orkestratie:
- 3 dwarsfluiten (III ook piccolo), 2 hobo’s, 1 althobo, 3 klarinetten (III ook esklarinet), 1 basklarinet, 2 fagotten, 1 contrafagot
- 4 hoorns, 3 trompetten, 3 trombones, 1 tuba
- pauken, percussie, celesta, 2 harpen
- violen, altviolen, celli, contrabassen